# Lampahan Timur
Lampahan Timur is een bestuurslaag in het regentschap Bener Meriah van de provincie Atjeh, Indonesië. Lampahan Timur telt 664 inwoners (volkstelling 2010).